# بيت البرندة
بيت البرندة أو بيت النصيب أو بيت محمد نصيب متحف حكومي بمطرح، مسقط، يستعرض خلال معروضات ومعارض تفاعلية، بداية من تكونها الجيولوجي إلى الحياة القديمة والبحرية والفن الشعبي وإلى الإنجازات التي حققتها مسقط في الوقت الحالي، كما استخدمت التكنولوجيا التفاعلية لتقديم معلومات ذات محتوى تفصيلي عن تاريخ المنطقة، كما يحوي أفلام وثائقية ووثائق تاريخية ومخطوطات وخرائط عن سلطنة عمان، كالشعوب التي سكنت مسقط قديماً والأدوات التي كانوا يستعملوها والمعارك والحروب التي نشبت في مسقط والعادات والتقاليد القديمة، والعديد غيرها. الجدير بالذكر أن المتحف ينسب لبيت التاجر العماني «محمد بن نصيب بن داود الرئيسي الملقب الخان بهادر» بناه قديماً كسكن ثاني له وبعد ان اشترته الحكومة من ورثة «محمد بن نصيب بن داود الرئيسي» حولته الحكومة إلى متحف.
يعتمد البيت في شرحه للتاريخ على مجموعة من المفردات ومنها اللوحات التي رسمها فنانون أجانب. وتقدم تلك الرسومات والخرائط واللوحات الطرق التجارية من القرن 17 وحتى القرن 19 حيث خص عدد من رسامي الخرائط ميناء مسقط برسومات تمييزية في حواشي خرائطهم باعتباره إحدى المحطات الرئيسية في طرق التجارة الدولية في تلك الفترة، وبينها خارطة توضح طريق التوابل من رأس الرجاء الصالح إلى منطقة البنغال في الهند.1649
وتبين الرسومات في قاعة مسقط التنافس الدولي على ميناء مسقط واحتجاز السفينة ماري عام 1759 وخازن الفحم على شاطئ المكلا الذي تم تقسيمه بين فرنسا وبريطانيا في تسوية للنزاع الذي استعر بينهما على تخزين الفحم في مسقط سنة 1900.

## التسمية
«البرندة» تحريف محلي للكلمة اللاتينية "veranda" والتي تعني الشرفة، وقد جاءت تسمية البيت من الشرفة الممتدة على طول واجهته في الطابق الأول.
يعرف هذا المبنى أيضاً باسم «بيت نصيب» نسبة إلى التاجر العماني محمد بن نصيب بن داود الرئيسي الملقب الخان بهادر الذي بناه في أواخر القرن التاسع عشر الميلادي ليكون مقر سكنه الثاني؛ إلا أنه لم يسكنه.

## التاريخ
يعود تاريخ المتحف إلى بدايات القرن التاسع عشر عندما بناه التاجر العماني «محمد بن نصيب بن داود الخان بهادر» كمقر سكن ثاني له؛ إلا أنه لم يسكنه.
يرجح أن المبنى شيد على مرحلتين أو ثلاث مراحل، أما النقيشة أعلى باب البيت والمؤرخة في عام 1921م فيرجح أنها توثق تاريخ بناء الجزء الأمامي من البيت.
في سنة 1909م استأجرت البعثة الأمريكية البيت واتخذته مستوصفا إلى سنة 1933م تاريخ بناء مستشفى الرحمة في مطرح، فلم يسكنه سوى الأجانب حتى سنة 1952م عندما استأجره حجي عبد الرضا سكناً لعائلته إلى سنة 1967م.
في سنة 1972م استأجر المبنى المجلس البريطاني ورمّمه. وقد شكلت أعمال الترميم هذه تخصيص قاعات للدراسة وقاعة للمكتبة ومكاتب للإدارة وملحقات أخرى، وفي سنة 1979م رُشح بيت البرندة لجائزة آغا خان المعمارية.
في الفترة الممتدة من 1984م إلى 1989م استأجر المبنى مكتب تشاك برينجل للاستشارات الهندسية ثم ظل مهجوراً إلى أن قامت وزارة التراث والثقافة بشرائه من ورثة «محمد بن نصيب بن داود الرئيسي» وقامت بصيانته.
في سنة 2004م عهد إلى بلدية مسقط بالتصرف في المبنى فكانت فكرة تحويله إلى مركز للتعريف بتاريخ مسقط وتنشيط الحركة الثقافية فيها، وقد انتهت أعمال صيانة المبنى وإعادة تأهليه وتجهيزه لهذا الغرض في شهر أكتوبر 2006م وبعد شهرين تقريباً وبالتحديد في تاريخ 16 ديسمبر 2006م تم افتتاح المتحف رسمياً تحت رعاية هيثم بن طارق آل سعيد وزير التراث والثقافة.

## المعروضات
كان من أهداف افتتاح متحف بيت البرندة هو إنعاش الأوساط الفنية والثقافية، فبدأت حكومة مسقط باستعراض العديد من المعروضات منها:
- مسقط من القرن الأول إلى 1744 ميلادي.
- اعتناق العمانيين للإسلام.
- الاحتلال البرتغالي.
- سلالة البوسعيد.
- مسقط الميناء.
- التنازع الدولي على ميناء مسقط.
- مسقط اليوم.
- الإنجازات.
- الفنون الشعبية في مسقط.
- تكون الطبقات الأرضية وتنوع المناظر في مسقط.
- التنوع الجغرافي.
- الحياة القديمة في مسقط.
- المستوطنات البشرية القديمة في مسقط.
- مقتطفات من تاريخ عمان.
- عصر مجان.
- تجارة اللبان.
- هجرة قبائل الأزد إلى عمان.
- مسقط في كتابات الجغرافيين والرحالة.

## الفعاليات
كانت أهم وأبرز الفعاليات التي تم تنسيقها في المتحف:
- الفعاليات الصيفية.
- المعارض.
- الفنون.
- التصوير.
- حلقات العمل.
- ندوات.
- الرسم.
- الفخار.
- الخط العربي.
- فن تدوير المخلفات.
- القراءة.
- التصوير.

## التصميم الداخلي
يحتوي متحف بيت البرندة على غرفتين للعرض بالإضافة إلى منطقة الاستقبال لاستضافة الفعاليات.
ففي الطابق الأرضي توجد مجموعة من القاعات والمرافق والخدمات وهي كالتالي:
- قاعة الحياة الفطرية القديمة.
- قاعة التنوع الجيولوجي.
- قاعة تكتونية الصفائح.
- قاعتين للمعارض.
- مكتبين للإدارة.
- الاستقبال.
- مطبخ.
- حمامات.

أما في الطابق الأول فتوجد فيه مجموعة من القاعات المخصصة للعرض وهي كالتالي:
- قاعة أقدم المستوطنات البشرية.
- قاعة لمحات من تاريخ عمان.
- قاعة الرحالة.
- قاعة مسقط من القرن الأول الميلادي إلى عام 1744م.
- قاعة دولة البوسعيد.
- قاعة مسقط الميناء.
- قاعة مسقط اليوم.
- قاعة الفنون الشعبية.

## معرض صور

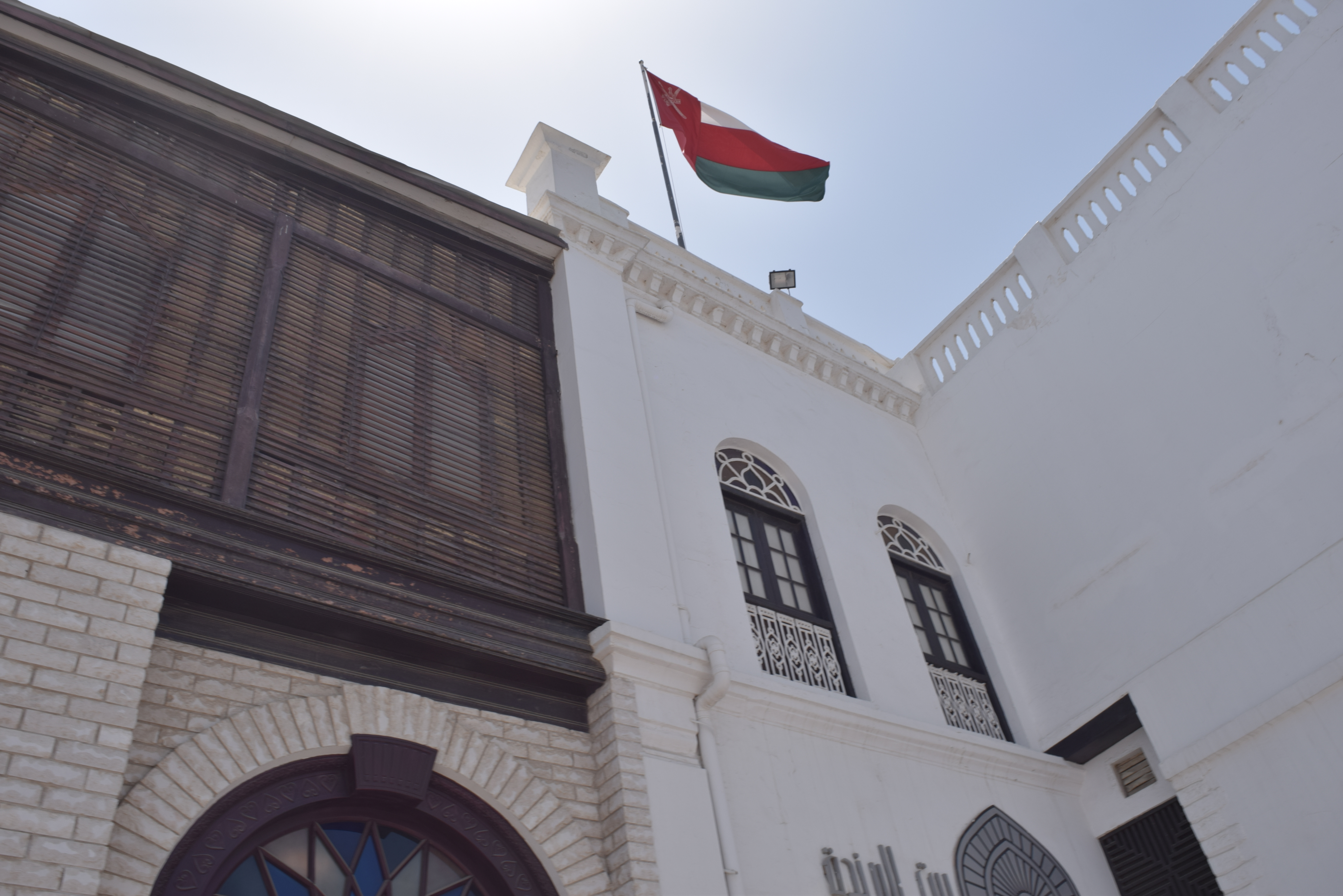
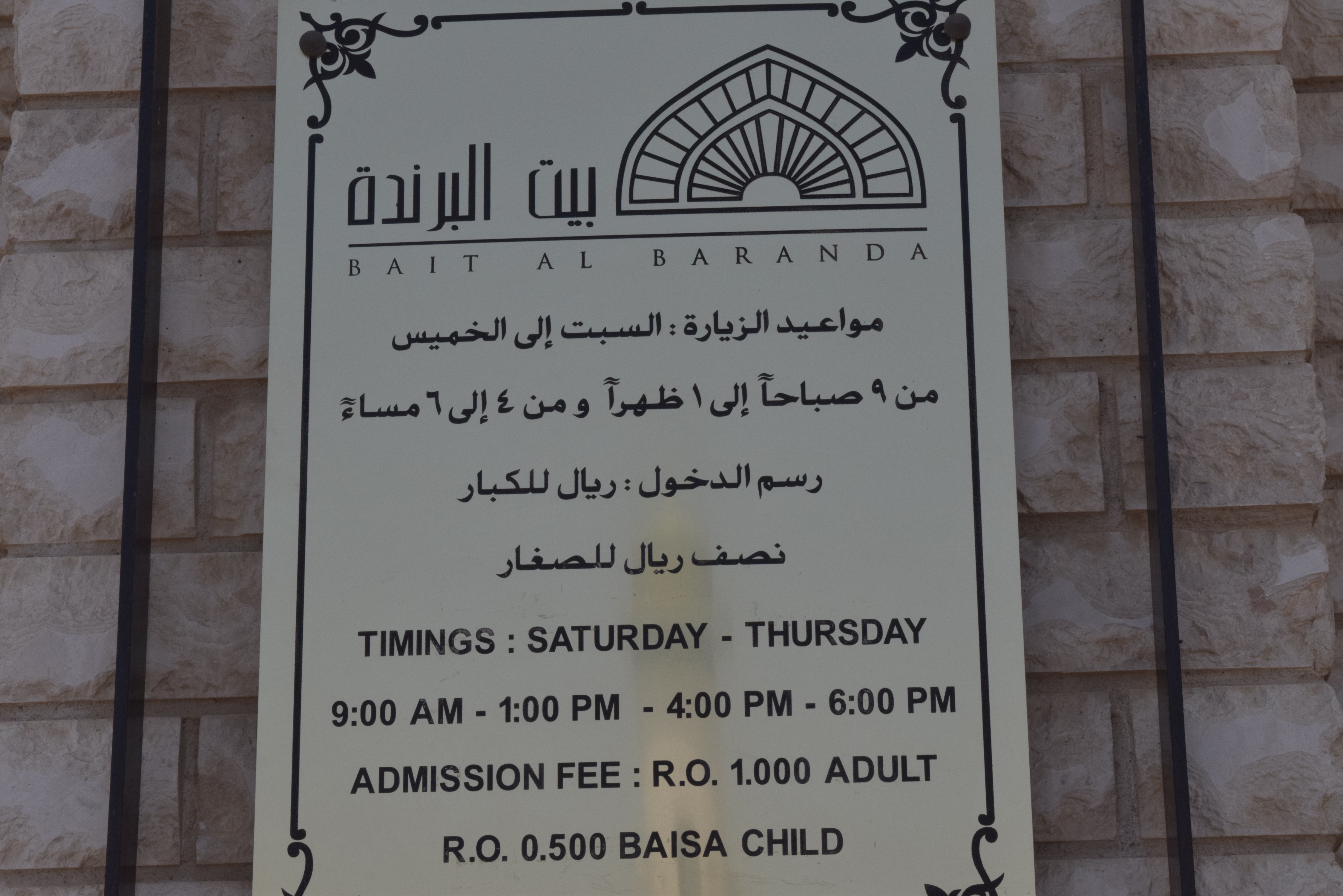
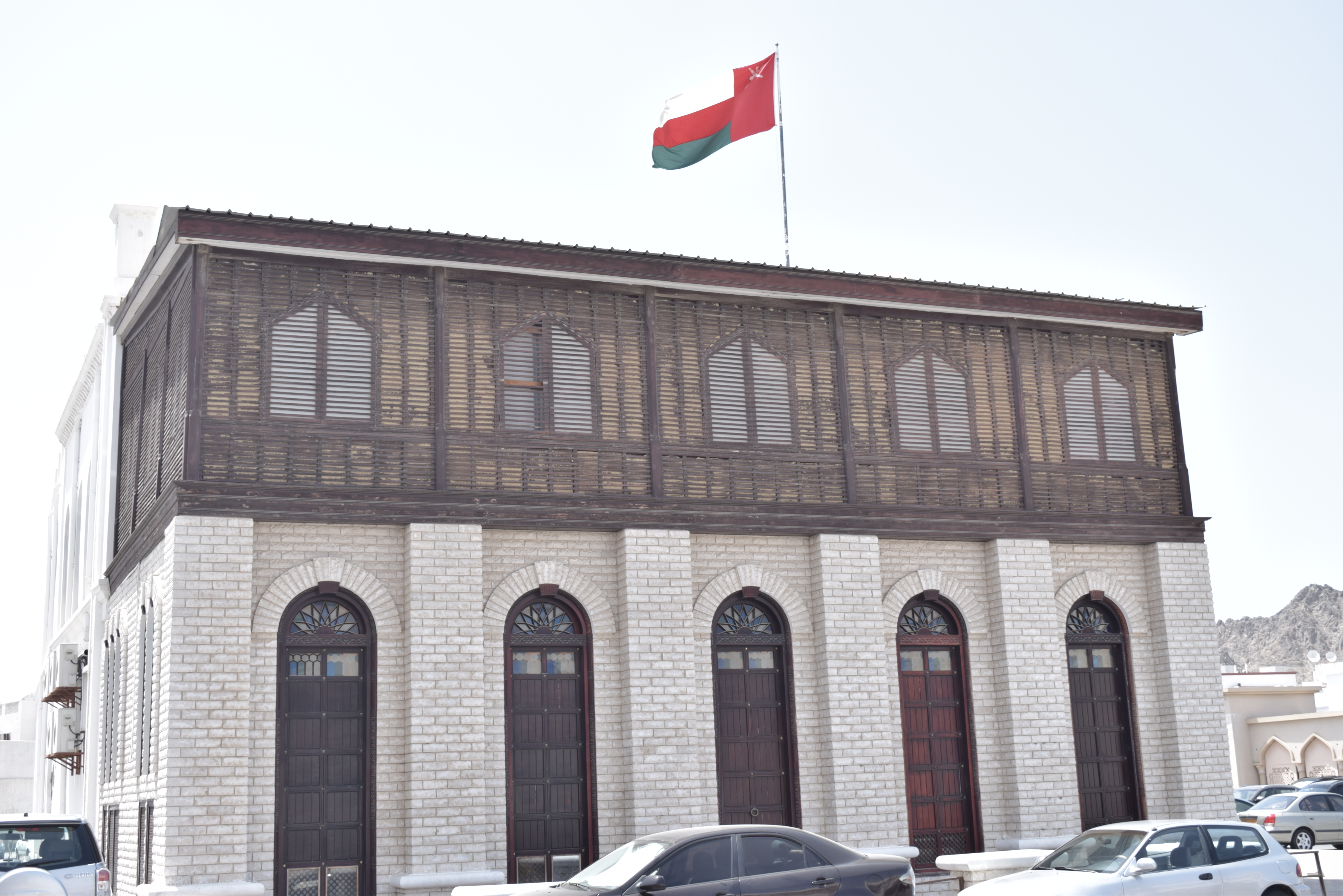
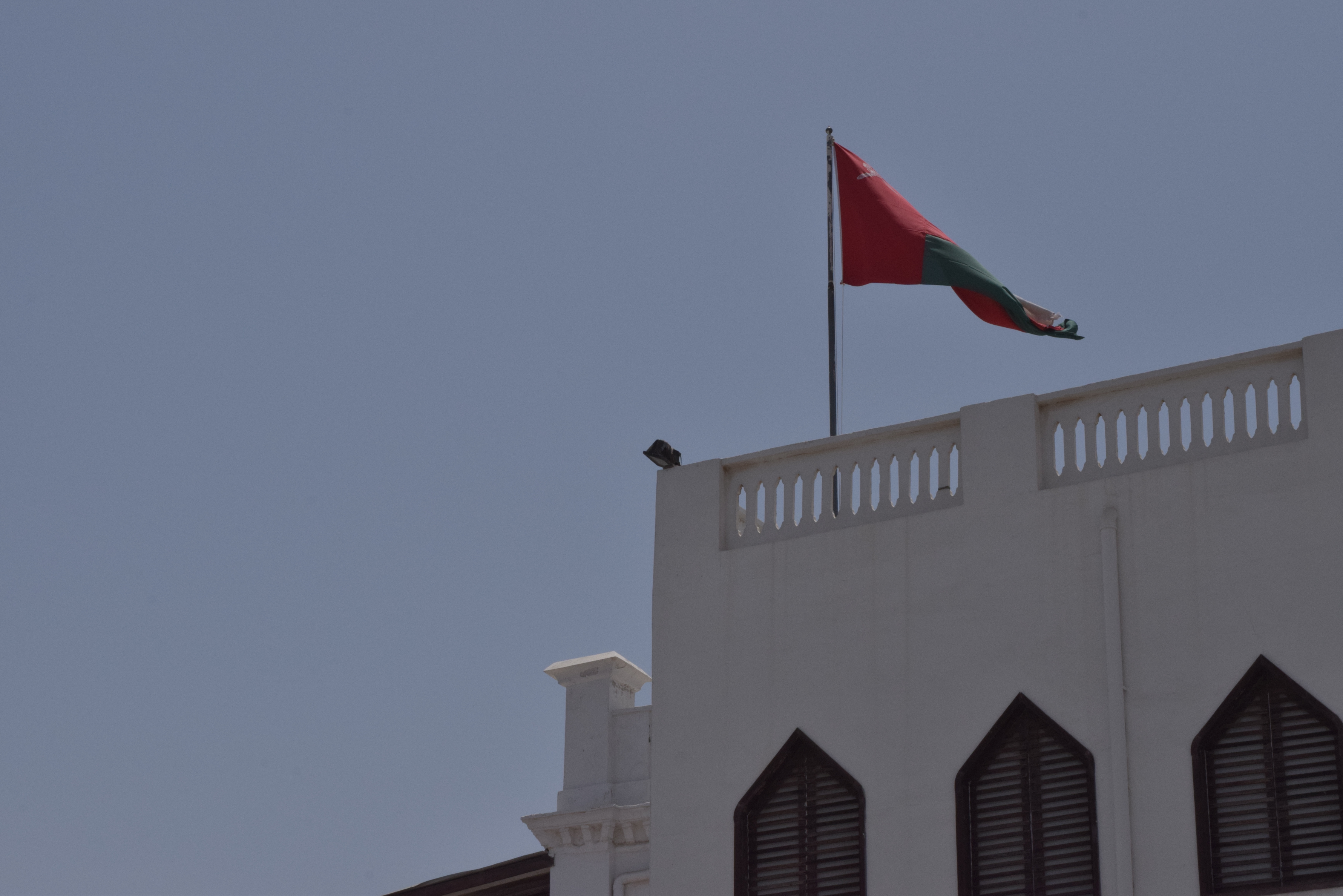
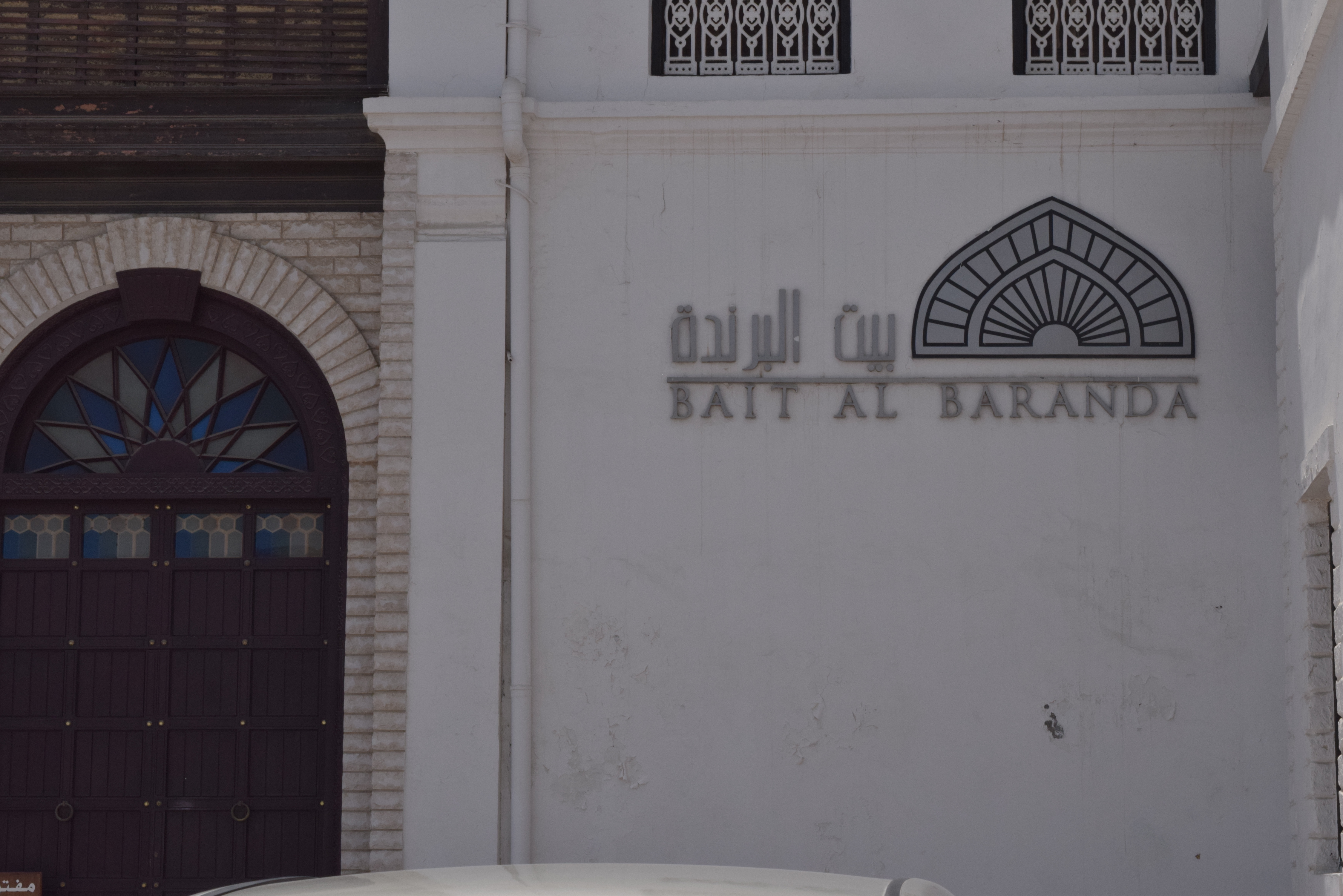